# Tibor Mezőfi
Tibor Mezőfi (nacido el 18 de marzo de 1926 en Rákospalota, Hungría y muerto el 10 de agosto de 2000 en Budapest, Hungría) fue un jugador húngaro de baloncesto. Consiguió 3 medallas en competiciones internacionales con Hungría. 